# ألون فريد
ألون فريد (بالإنجليزية: Alun Ffred Jones) (و. 1949  م) هو سياسي من المملكة المتحدة، وويلز.

## مناصب
تولى منصب عضو الجمعية الوطنية الويلزية الرابعة ‏ (5 مايو 2011–6 أبريل 2016)
- Minister for Heritage ‏ (22 يوليو 2008–2011)
- عضو الجمعية الوطنية الويلزية الثالثة ‏ (3 مايو 2007–30 مارس 2011)
- عضو الجمعية الوطنية الويلزية الثانية ‏ (1 مايو 2003–28 مارس 2007).

## التعليم
تعلم في جامعة بانغور.